# Gottfrid Bennermark
Gottfrid Bennermark, född 3 juni 1897 i Fjelie församling, Malmöhus län, död 8 juli 1986 i Söderhamn, var en svensk jägmästare.
Efter studentexamen i Malmö 1916 och examen från Skogshögskolan 1924 anställdes Bennermark vid Domänverket 1924, varefter han innehade olika befattningar vid Bergvik och Ala AB 1925–65. Han blev skogsindelningsledare där 1925, platschef i Los distrikt 1936 och var skogschefsassistent och skogstaxator 1945–65.
Bennermark var ledamot av länsprövningsnämnden i Gävleborgs län 1947–51, kronoombud och ordförande i taxeringsnämnden 1938–44, ledamot av kyrkorådet i Söderhamn 1956–63 samt av planteringsstyrelsen där från 1960.